# Frank Stronach

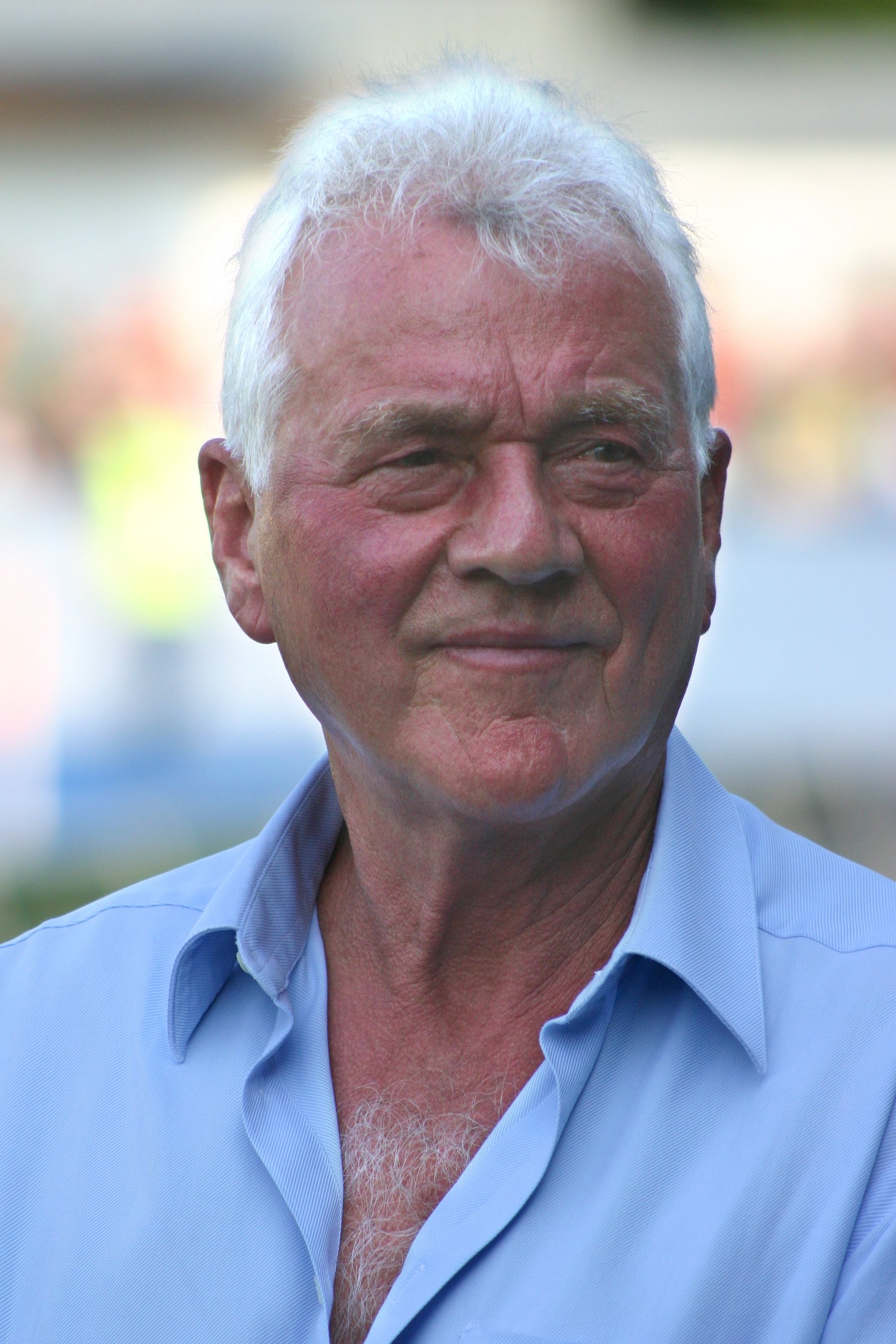
Frank Stronach, 2008

Frank Stronach (* 6 tháng 9 1932) tại Kleinsemmering gần Weiz, bang Steiermark với tên là Franz Strohsack là một nhà doanh nghiệp giàu có người Canada gốc Áo và hiện tại cũng là một chính trị gia Áo. Ông hiện là chủ tịch đảng Team Stronach mà ông sáng lập ra.

## Tiểu sử
Stronach học nghề chế dụng cụ. Sau khi sống 1 năm tại thủ đô Bern, thuộc nước Thụy Sĩ, nơi mà ông đá banh cho đội FC Helvetia, vào năm 1954 ông di cư sang Canada lập nghiệp.

## Hoạt động chính trị
Năm 1988 Stronach ứng cử cho đảng Tự do Canada nhưng không thành công. Con gái ông, bà Belinda Stronach, một thành viên từ 1988 cho tới 2004 và từ tháng 2 năm 2001 chủ tịch hội đồng quản trị tập đoàn Magna International, ứng cử vào năm 2004 chức chủ tịch đảng Bảo thủ Canada, đã đứng hạng thứ nhì. Cùng năm bà được một ghế của đảng Bảo thủ tại Hạ nghị viện. 2005 bà chuyển sang đảng Tự do nhưng vẫn giữ ghế tại Hạ nghị viện. Dưới thời thủ tướng Paul Martin bà là bộ trưởng bộ Nhân lực và phát triển năng khiếu và sau đó Bộ trưởng bộ Cải tổ Dân chủ. 2007 bà trở lại làm chủ tịch hội đồng quản trị tập đoàn Magna International.

Từ khi ông trở về Áo, Stronach thường hay mời nhiều đại biểu các đảng phái vào làm việc cho tập đoàn của mình.
- Franz Vranitzky (SPÖ), từ 1986 tới 1997 thủ tướng của Áo, ngay sau đó trở thành thành viên của hội đồng quản trị tập đoàn Magna International.
- Karl-Heinz Grasser (trước đó FPÖ), từ 1994 năm 1998 đại diện của chủ tịch chính phủ Landesregierung Zernatto II tại bang Kärnten, sau đó trở thành phó giám đốc về Nhân viên và Quan hệ công chúng tại Magna International, cũng như từ 1999 giám đốc doanh nghiệp Sport Management International (SMI) mà cũng thuộc tập đoàn Magna, trước khi ông vào năm 2000 trở thành bộ trưởng bộ Tài chính của chính phủ Áo ÖVP/FPÖ-Bundesregierung Schüssel I.
- Mathias Reichhold (FPÖ), 2002 tạm thời làm bộ trưởng bộ Giao thông, Sáng tạo và Kỹ thuật trong chính phủ Schüssel và một thời gian ngắn làm chủ tịch đảng FPÖ, sau đó được mời để quản trị Magna Steyr.
- Peter Westenthaler (BZÖ), cho tới đảng FPÖ sau ngày họp đảng Knittelfelder Parteiversammlung 2002 bị chia ra, đại biểu của FPÖ tại hạ nghị viện, cũng được mời làm việc cho Magna Steyr, rồi làm giám đốc cho liên hội đá banh Bundesliga Áo, mà chủ tịch lúc đó là Stronach.
- Bộ trưởng của bang Steiermark Herbert Paierl (ÖVP) từ 2004 tới 2005 và từ 2009 tới giờ làm việc cho tập đoàn Magna.
- Bà cựu chủ tịch bang Steiermark từ 1996 tới 2005, Waltraud Klasnic (ÖVP), năm 2007 trở thành „nhà cố vấn về các vấn đề kinh tế xã hội" tại Magna.[5]
- Đại biểu ÖVP tại hạ nghị viện, Günter Stummvoll, được Stronach chọn là chủ tịch hội đồng quản trị hãng Merkur Entertainment AG mà được thành lập vào năm 2011.[6]. Stummvoll tuy nhiến phải từ bỏ chức vụ này khi bị chỉ trích với tư cách chủ tịch ủy ban tài chánh của quốc hội chịu trách nhiệm cho vấn đề cờ bạc, lại muốn làm việc cho một hãng về cá độ.[7]

Vào tháng 11 năm 2011 Stronach thành lập tại Oberwaltersdorf hội „Viện Frank Stronach cho công bằng kinh tế xã hội", đưa ra nhiều đòi hỏi để cải tổ nước Áo, như giảm nợ nần, đơn giản hóa thuế má, bớt đi thủ tục hành chánh nhà nước. Những giải pháp phải nằm ngoài "chánh sách đảng phái".
Một trong những điểm chính trong chương trình của ông ta là làm giảm ảnh hưởng của Liên hiệp Âu châu lên các nước thành viên, và giữ sự độc lập của các quốc gia, hỗ trợ thị trường tự do, sự thi đua và các doanh nghiệp. Ông giúp đỡ cho đại học Universität Innsbruck 150.000 Euro để thành lập nhóm „Frank-Stronach-Forschungsgruppe" cũng như một chức vụ giáo sư dạy về Sáng tạo và tinh thần doanh nhân tại viện chiến lược quản trị, Marketing và du lịch. Hội đồng cố vấn của viện Frank Stronach cho công bằng kinh tế xã hội có cả bà Barbara Kolm, từ 1994 tới 2000 cũng như từ 2003 tới 2006 đại biểu của FPÖ trong hội đồng thành phố tại Innsbruck và từ 2000 tổng thư ký của viện Friedrich A. v. Hayek Institut, cũng như ông Christian Jauk, tổng giám đốc ngân hàng Investmentbank Capital Bank AG – Grawe Gruppe AG và ký giả kinh tế Christian Ortner an..
Vào tháng 8 2012 ông tuyên bố trong một cuộc phỏng vấn với tờ báo Deutschen Wirtschafts Nachrichten việc thành lập một đảng mới, với những nguyên tắc cơ bản là "Sự thật, Rõ ràng và Lương thiện". Điểm chính của chương trình đảng là các quốc gia đương dùng đồng Euro nên quay trở lại dùng tiền quốc gia. Những điểm khác trong chương trình là đơn giản hóa thuế vụ, làm nhỏ lại bộ máy hành chính, đặc biệt trong bộ phận bảo hiểm xã hội, và bộ máy của chính quyền tiểu bang.